# Campionati europei juniores di skeleton 2021
I Campionati europei juniores di skeleton 2021 sono stati quarta edizione della rassegna europea juniores dello skeleton, manifestazione organizzata dalla Federazione Internazionale di Bob e Skeleton. Si sono disputati il 18 e il 19 febbraio 2021 a Innsbruck, in Austria, sulla pista Olympia Eiskanal Innsbruck.
Come dall'edizione del 2019, il campionato si disputò in un unico appuntamento nel formato gara nella gara in concomitanza con l'ultima tappa della Coppa Europa 2020/2021 e le relative graduatorie vennero estratte dalla suddetta gara prendendo in considerazione soltanto atleti europei. A partire da questa edizione la competizione ha inoltre assegnato separatamente due titoli continentali juniores: quello classico e quello under 20, riservati ad atlete e atleti che non avevano superato rispettivamente i 23 e i 20 anni di età al 31 marzo 2021.
Vincitori dei titoli under 23 sono stati la russa Alina Tararyčenkova nel singolo femminile, al suo terzo titolo dopo quelli conquistati nel 2018 e nel 2020, e il connazionale Evgenij Rukosuev in quello maschile, già campione nell'edizione del 2019.

## Risultati

### Singolo donne
La gara è stata disputata il 18 febbraio 2021 nell'arco di due manches e hanno preso parte alla competizione 26 atlete in rappresentanza di 13 differenti nazioni.
| Pos. | Atlete              | Nazione       | 1ª manche | 2ª manche | Totale  | Distacco |
| ---- | ------------------- | ------------- | --------- | --------- | ------- | -------- |
|      | Alina Tararyčenkova | Russia        | 53"99     | 53"80     | 1'47"79 | –        |
|      | Alessia Crippa      | Italia        | 54"30     | 54"36     | 1'48"66 | +0"87    |
|      | Anastasija Cyganova | Russia        | 54"45     | 54"23     | 1'48"68 | +0"89    |
| 4    | Julia Erlacher      | Austria       | 54"34     | 54"43     | 1'48"77 | +0"98    |
| 5    | Freya Tarbit        | Gran Bretagna | 54"58     | 54"24     | 1'48"82 | +1"03    |
| 6    | Agathe Bessard      | Francia       | 54"58     | 54"52     | 1'49"10 | +1"31    |
| 7    | Stefanie Votz       | Germania      | 54"73     | 54"52     | 1'49"25 | +1"46    |
| 8    | Hanna Staub         | Germania      | 54"76     | 54"52     | 1'49"28 | +1"49    |
| 9    | Polina Tjurina      | Russia        | 54"63     | 54"73     | 1'49"36 | +1"57    |
| 10   | Annia Unterscheider | Austria       | 54"88     | 54"49     | 1'49"37 | +1"58    |

Nota: in grassetto il miglior tempo di manche.

### Singolo  uomini
La gara è stata disputata il 19 febbraio 2021 nell'arco di due manches e hanno preso parte alla competizione 30 atleti in rappresentanza di 12 differenti nazioni.
| Pos. | Atleti                  | Nazione       | 1ª manche | 2ª manche | Totale  | Distacco |
| ---- | ----------------------- | ------------- | --------- | --------- | ------- | -------- |
|      | Evgenij Rukosuev        | Russia        | 52"43     | 52"50     | 1'44"93 | –        |
|      | Amedeo Bagnis           | Italia        | 52"58     | '52"38    | 1'44"96 | +0"03    |
|      | Alexander Schlintner    | Austria       | 52"41     | 52"66     | 1'45"07 | +0"14    |
| 4    | Lukas David Nydegger    | Germania      | 52"45     | 52"68     | 1'45"13 | +0"20    |
| 5    | Cedric Renner           | Germania      | 52"65     | 52"71     | 1'45"36 | +0"43    |
| 6    | Laurence Bostock        | Gran Bretagna | 52"78     | 52"72     | 1'45"50 | +0"57    |
| 7    | Vladyslav Heraskevyč    | Ucraina       | 52"81     | 52"77     | 1'45"58 | +0"65    |
| 8    | Krists Netlaus          | Lettonia      | 52"72     | 52"95     | 1'45"67 | +0"74    |
| 9    | Mihail Sebastian Enache | Romania       | 52"98     | 52"89     | 1'45"84 | +0"91    |
| 10   | Dmitrij Grevcev         | Russia        | 52"94     | 53"07     | 1'46"01 | +1"08    |

Nota: in grassetto il miglior tempo di manche.

## Risultati under 20

### Singolo donne U20
La gara si svolse il 18 febbraio 2021 all'interno della competizione principale e alla categoria under 20 erano iscritte 19 atlete in rappresentanza di 10 differenti nazioni.
| Pos. | Atlete              | Nazione  | 1ª manche | 2ª manche | Totale  | Distacco |
| ---- | ------------------- | -------- | --------- | --------- | ------- | -------- |
|      | Anastasija Cyganova | Russia   | 54"45     | 54"23     | 1'48"68 | –        |
|      | Stefanie Votz       | Germania | 54"73     | 54"52     | 1'49"25 | +0"57    |
|      | Hanna Staub         | Germania | 54"76     | 54"52     | 1'49"28 | +0"60    |

Nota: in grassetto il miglior tempo di manche.

### Singolo uomini U20
La gara si svolse il 19 febbraio 2021 all'interno della competizione principale e alla categoria under 20 erano iscritti 14 atleti in rappresentanza di 9 differenti nazioni.
| Pos.            | Atleti               | Nazione  | 1ª manche | 2ª manche | Totale  | Distacco |
| --------------- | -------------------- | -------- | --------- | --------- | ------- | -------- |
|                 | Lukas David Nydegger | Germania | 52"45     | 52"68     | 1'45"13 | –        |
|                 | Dmitrij Grevcev      | Russia   | 52"94     | 53"07     | 1'46"01 | +0"88    |
|                 | Valts Smilga         | Lettonia | 53"19     | 53"34     | 1'46"53 | +1"40    |
| Elvis Veinbergs | Lettonia             | 53"29    | 53"24     | 1'46"53   | +1"40   |          |

Nota: in grassetto il miglior tempo di manche.

## Medagliere totale
Il numero di medaglie indicate è la somma di tutte quelle ottenute in entrambe le categorie (under 23 e under 20).
| Pos.   | Nazione  | Oro | Argento | Bronzo | Totale |
| ------ | -------- | --- | ------- | ------ | ------ |
| 1      | Russia   | 3   | 1       | 1      | 5      |
| 2      | Germania | 1   | 1       | 1      | 3      |
| 3      | Italia   | 0   | 2       | 0      | 2      |
| 4      | Lettonia | 0   | 0       | 2      | 2      |
| 5      | Austria  | 0   | 0       | 1      | 1      |
| Totale | Totale   | 4   | 4       | 5      | 13     |